# Darryn Textiles FC
Darryn Textiles Football Club w skrócie Darryn Textiles FC – zimbabwejski klub piłkarski, grający niegdyś w zimbabwejskiej pierwszej lidze, mający siedzibę w mieście Harare.

## Występy w afrykańskich pucharach
| Sezon | Rozgrywki                 | Runda | Kraj   | Klub          | Dom | Wyjazd | Dwumecz |
| ----- | ------------------------- | ----- | ------ | ------------- | --- | ------ | ------- |
| 1990  | Puchar Zdobywców Pucharów | 1     | Zambia | Red Arrows FC | 1–4 | 0–1    | 1–5     |

## Stadion
Domowe mecze klub rozgrywa na stadionie o nazwie Darryn Field w Harare, który może pomieścić 1000 widzów.

## Reprezentanci kraju grający w klubie od 1990 roku
Stan na listopad 2023.
| - Alois Bunjira - Dickson Choto - Patrick Taurai Daka - Edelbert Dinha - Shingi Kawondera - Norman Mapeza - Alexander Maseko - Usman Misi | - Japhet Mparutsa - Gift Muzadzi - George Nechironga - Costa Nhamoinesu - Godfrey Paradza - John Phiri - Derby Makinka |